# Werner Buß
Werner Buß (* 10. Januar 1945 in Wilhelmshaven) ist ein deutscher Politiker. Von 1994 bis 2008 war er Mitglied des Niedersächsischen Landtags. Er ist verheiratet und hat ein Kind.

## Ausbildung und Beruf
Nach dem Abschluss der Mittleren Reife machte Buß eine Ausbildung zum Seemann. 1965 nahm er eine Tätigkeit bei der Polizei in Niedersachsen auf und war von 1994 bis zu seiner Wahl in den Landtag Leiter der Wasserschutzpolizei der Station Hildesheim.

## Politik
Seit 1973 ist Buß Mitglied der SPD. Von 1974 bis 1996 war er Ratsherr der Gemeinde Giesen, von 1975 bis 1994 Vorsitzender der dortigen SPD-Fraktion. Zwischen 1977 und 2005 war er außerdem Kreistagsabgeordneter im Landkreis Hildesheim und ab 1991 stellvertretender Landrat. Von 1994 bis 2008 war er für die SPD im Niedersächsischen Landtag vertreten. Darüber hinaus ist Buß Mitglied der Gewerkschaft der Polizei und der Arbeiterwohlfahrt.
| Personendaten    | Personendaten                  |
| ---------------- | ------------------------------ |
| NAME             | Buß, Werner                    |
| KURZBESCHREIBUNG | deutscher Politiker (SPD), MdL |
| GEBURTSDATUM     | 10. Januar 1945                |
| GEBURTSORT       | Wilhelmshaven                  |